# 蒙库科托里内塞
蒙库科托里内塞（義大利語：Moncucco Torinese），是意大利阿斯蒂省的一个市镇。总面积14.36平方公里，人口885人，人口密度61.6人/平方公里（2009年）。ISTAT代码为005070。